# Heinz Heuser
Heinz Heuser (* 1928 in Dettingen, jetzt Gemeinde Karlstein am Main) ist ein ehemaliger deutscher Ringer. Er war insgesamt fünffacher deutscher Meister im Bantamgewicht im griechisch-römischen Stil und im freien Stil.

## Werdegang
Heinz Heuser kam durch seinen drei Jahre älteren Bruder Hugo als Kind beim SV „Germania“ Dettingen zum Ringen. Durch die Kriegs- und Nachkriegszeit war es zunächst schwer, über den hessischen Raum hinaus zu Erfolgen zu kommen, da zum Beispiel von 1943 bis 1948 keine deutschen Meisterschaften im Nachwuchsbereich (Jugend, Junioren), bei denen Heinz hätte starten können, stattfanden.
Zu Beginn der 1950er Jahre gehörte Heinz aber zu den besten hessischen Ringern im Bantamgewicht, der den griech.-röm. Stil bevorzugte, aber auch im freien Stil rang. 1952 gewann er zum ersten Mal den Titel eines deutschen Meisters im Bantamgewicht im griech.-röm. Stil. Heinz nahm auch mehrmals an Ausscheidungsturnieren für Weltmeisterschaften und Olympische Spiele teil. Im Jahre 1955 gewann er dabei das entscheidende Turnier für die WM in Karlsruhe im Fliegengewicht, in das er abtrainiert hatte, vor Heinrich Weber aus Aalen, trotzdem wurde ihm vom damaligen Bundestrainer Jean Földeák Weber vorgezogen.
Im Jahre 1960 überraschte Heinz Heuser die deutschen Ringerexperten, als er nach dreijähriger Pause noch einmal deutscher Meister im griech.-röm. Stil im Bantamgewicht vor Ewald Tauer aus München-Neuaubing wurde. In der Olympiaausscheidung für die Spiele in Rom scheiterte er aber an Tauer und Lothar Fischer aus Leuna.
Heinz Heuser, der von Beruf Landwirt war, beendete daraufhin bald seine Ringerlaufbahn.

## Erfolge bei deutschen Meisterschaften
(GR = griech.-röm. Stil, F = freier Stil, Fl = Fliegengewicht, Ba = Bantamgewicht, damals bis 52 kg bzw. 57 kg Körpergewicht)
- 1952, 1. Platz, GR, Ba, vor Hugo Heuser, Dettingen u. Erich Nietsche, Dresden,
- 1953, 2. Platz, GR, Ba, hinter Manfred Spatz, Feudenheim u. vor Alfons Furtmayr, Schorndorf,
- 1954, 1. Platz, GR, Ba, vor Karl Ditter, Darmstadt u. Josef Argstatter, Bad Reichenhall,
- 1955, 1. Platz, GR, Ba, vor Darl Ditter u. Alfons Furtmayr,
- 1955, 1. Platz, F, Ba, vor Herbert Widmann, München u. Heinz Adler, Nürnberg,
- 1956, 3. Platz, GR, Ba, hinter Alfons Furtmayr u. Werner Schneider, Dortmund,
- 1957, 3. Platz, F, Ba, hinter Werner Fink, Hombruch u. Klaus Scherer, Heusweiler,
- 1960, 1. Platz, GR, Ba, vor Ewald Tauer, München-Neuaubing u. Klaus Scherer

## Turniererfolge
- 1953, 2. Platz, WM-Ausscheidung, GR, Ba, hinter Hugo Heuser u. vor Erich Roth, Groß-Zimmern,
- 1954, 1. Platz, WM-Ausscheidung, GR, Ba, vor Karl Ditter, Darmstadt u. Reinhold Lukes, Zeilsheim,
- 1955, 3. Platz, Adria-Pokal in Pula/Istrien, GR, Ba, hinter Sznajder, Polen u. Brunner, Österreich,
- 1955, 4. Platz, WM-Ausscheidung, GR, Ba, hinter Werner Schneider, Alfons Furtmayr u. Karl Ditter u. vor Rolf Schreer, Dortmund,
- 1955, 1. Platz, WM-Ausscheidung, GR, Fl, vor Heinrich Weber, Aalen u. Georg Schwaiger, Bad Reichenhall,
- 1956, 2. Platz, Olympiaausscheidung, GR, Ba, hinter Hermann Fischer, Thaleischweiler u. vor Reinhold Lukes,
- 1956, 6. Platz, Turnier in Heusweiler, GR, Ba, hinter Edmond Faure, Frankreich, Maurice Faure, Frankreich, Andersen, Dänemark, Klaus Scherer u. Brunner, Österreich,
- 1960, 3. Platz, Olympiaausscheidung, GR, Ba, hinter Ewald Tauer, München-Neuaubing u. Lothar Schneider, Halle (Saale)-Leuna

## Länderkämpfe
- 1955, BRD gegen Finnland, GR, Ba, Punktsieg über Tauno Jaskari,
- 1955, Rumänien gegen BRD, GR, Ba, Punktniederlage gegen Francisc Horvath